# Winter-Asienspiele 2003
Die 5. Winter-Asienspiele waren eine multinationale Sportveranstaltung. Sie fanden vom 1. bis 8. Februar 2003 in der Präfektur Aomori in Japan statt.
Die Flamme der Spiele entzündete die Leichtathletin Kayoko Fukushi.

## Teilnehmerländer
An den Winter-Asienspielen 2003 nahmen Sportler aus 17 Ländern teil.
| - China (117) - Chinesisch Taipeh (16) - Indien (6) - Iran (16) - Japan (154) - Kasachstan (91) - Kirgisistan (1) - Libanon (7) - Mongolei (33) | - Nepal (3) - Nordkorea (29) - Pakistan (6) - Palästina (1) - Südkorea (127) - Tadschikistan (3) - Thailand (27) - Usbekistan (4) |

Zwölf weitere Länder waren mit Delegationen ohne Sportler vertreten.

## Sportarten
- Curling (Ergebnisse)
- Biathlon (Ergebnisse)
- Eishockey (Ergebnisse)
- Eiskunstlauf (Ergebnisse)
- Eisschnelllauf (Ergebnisse)
- Freestyle-Skiing (Ergebnisse)
- Shorttrack (Ergebnisse)
- Ski Alpin (Ergebnisse)
- Skilanglauf (Ergebnisse)
- Skispringen (Ergebnisse)
- Snowboard (Ergebnisse)

## Medaillenspiegel
| Platz | Land       | Gold | Silber | Bronze | Gesamt |
| ----- | ---------- | ---- | ------ | ------ | ------ |
| 01    | Japan      | 24   | 23     | 20     | 67     |
| 02    | Südkorea   | 10   | 8      | 10     | 28     |
| 03    | China      | 9    | 11     | 13     | 33     |
| 04    | Kasachstan | 7    | 7      | 6      | 20     |
| 05    | Libanon    | 1    | 1      | —      | 2      |
| 06    | Nordkorea  | —    | 1      | 1      | 2      |
| 07    | Usbekistan | —    | —      | 1      | 1      |